# Тадеос Тохатци
Тадеос (Татос) Тохатци (Когониаци) (арм. Թադեոս (Թաթոս) Թոխաթցի (Կողոնիացի)) — армянский поэт XVI века.
Был родом из Тохата, имел титул вардапета. Сохранились около тридцати его стихотворений, религиозного и нравоучительного содержания. Некоторые стихи написаны акростихом, первые буквы строф составляют словосочетания «Сказано Тадеосом», «От Тадеоса», «Плач Тадеоса», «Стих Тадеоса», и т.д.. Писал на простонародном языке, был одним из первых армянских поэтов, использовавший разговорный язык в религиозной литературе, практически без употребления элементов грабара. Писал также на турецком языке, армянским письмом. Чувствуется влияние творчеств Григора Нарекаци и Нерсеса Шнорали. Из произведений Тадеоса выделяются одно стихотворное повествование от Сотворения мира до Воскресения Христа («Тысячу созданий сотворил Господь», арм. «Հազար կենդանակերպ Աստուած ստեղծել է»), диалог между его душой и телом («Сказала душа телу», арм. «Հոգին մարմնոյն ասաց»), поэма о Судном Дне («Когда придёшь с востока на Суд», арм. «Յորժամ յարեւելից ի դատաստան գաս») и один рождественский гимн («Есть город Иерусалим», арм. «Երուսաղէմ քաղաք մի կայ»). В последнем однако вместо библейских историй автор рассказывает в основном об истории Армянской церкви, восхваляет её апостольское начало и православное вероучение, прославляет Трдата Великого и Григора Просветителя.
Издания сочинений и биографических очерков
- М. Потурян. Средневековый поэт Татос Тохатеци = Միջնադարյան տաղասաց Թաթոս Թոխաթեցի // Базмавеп. — 1910.
- Н. Акинян. Поэты Тадеос вардапет Когониаци, Тохатеци и Тадеос иерей Себастаци = Թադեոս վ. Կողոնիացի, Թոխաթեցի և Թադեոս երեց Սեբաստացի տաղասացներ // Андес Амсореа (январь—март). — 1953.
- Н. Акинян. Поэты и их поэмы = Տաղասացներ եւ տաղեր. — Вена: изд-во Мхитаристов, 1968. — 292 с.